# Kaori Yamaguchi (Judoka)
Kaori Yamaguchi (jap. 山口香 Yamaguchi, Kaori; * 28. Dezember 1964) ist eine ehemalige japanische Judoka. Sie war 1984 die erste japanische Judo-Weltmeisterin. Neben dieser Goldmedaille gewann sie vier Silbermedaillen bei Weltmeisterschaften.

## Sportliche Karriere
Kaori Yamaguchi kämpfte im Halbleichtgewicht, der Gewichtsklasse bis 52 Kilogramm. Von 1978 bis 1987 gewann sie zehnmal in Folge bei den japanischen Meisterschaften. Bei den ersten Weltmeisterschaften für Frauen 1980 in New York erreichte sie das Finale und erhielt die Silbermedaille hinter Edith Hrovat aus Österreich. Sie war damit die einzige japanische Medaillengewinnerin bei dieser Premiere des Frauenjudo. 1981 fanden in Jakarta die ersten Asienmeisterschaften für Männer und Frauen statt, Japan gewann in 16 Wettbewerben 13 Goldmedaillen, Kaori Yamaguchi siegte im Halbleichtgewicht vor der Taiwanerin Shu. 1982 bei den Weltmeisterschaften in Paris bezwang Yamaguchi im Halbfinale die Französin Pascale Doger, im Finale unterlag sie der Britin Loretta Doyle. Zwei Jahre später bei den Weltmeisterschaften in Wien siegte Yamaguchi im Halbfinale gegen Inge Heuvelmans aus den Niederlanden. Mit ihrem Finalsieg über Edith Hrovat war Yamaguchi die erste japanische Weltmeisterin. 
1985 gewann Yamaguchi in Kuwait City ihren zweiten Titel bei Asienmeisterschaften gegen die Taiwanerin Ding. 1986 bei den Weltmeisterschaften in Maastricht bezwang sie im Halbfinale die Polin Joanna Majdan, im Finale unterlag sie der Französin Dominique Brun. Im Jahr darauf fanden in Essen die fünften Weltmeisterschaften für Frauen statt. Yamaguchi erreichte mit einem Sieg über die Chinesin Zhao Yanziang zum fünften Mal das Finale, dort unterlag sie der Britin Sharon Rendle. Bei den Olympischen Spielen 1988 wurde Frauenjudo als Demonstrationswettbewerb ausgetragen. In ihrem ersten Kampf gewann Yamaguchi gegen Lisa Boscarino aus Puerto Rico nach 3:16 Minuten. Im Halbfinale traf sie auf Dominique Brun und verlor mit einer Koka-Wertung. Den Kampf um eine Bronzemedaille gewann sie gegen die Marokkanerin Khadija Haouati nach 19 Sekunden.